# Haussy
Haussy est une commune française située dans le département du Nord et la région Hauts-de-France.

## Géographie

### Communes limitrophes
| Montrécourt                           | Saulzoir Verchain-Maugré | Vendegies-sur-Écaillon Saint-Martin-sur-Écaillon |
|                                       | Haussy                   | Vertain                                          |
| Saint-Aubert Saint-Vaast-en-Cambrésis | Saint-Python             | Solesmes                                         |

### Hydrographie

#### Réseau hydrographique
La commune est située dans le bassin Artois-Picardie. Elle est drainée par,.
La Selle, d'une longueur de 46 km, prend sa source dans la commune de Molain et se jette  dans le canal de l'Escaut à Denain, après avoir traversé 17 communes. 

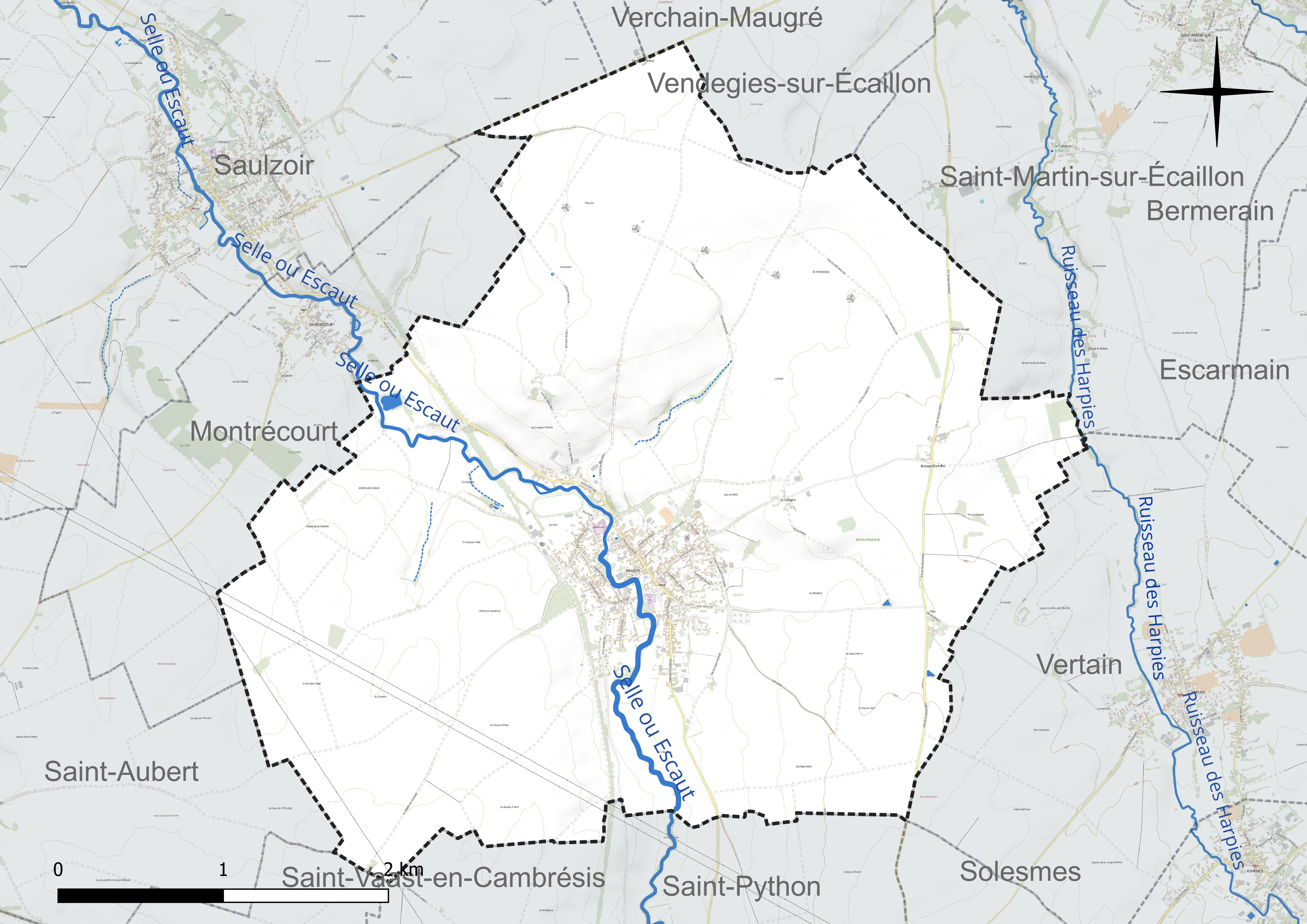
Réseau hydrographique d'Haussy.

#### Gestion et qualité des eaux
Le territoire communal est couvert par le schéma d'aménagement et de gestion des eaux (SAGE) « Escaut ». Ce document de planification concerne un territoire de 2 005 km2 de superficie, délimité par le bassin versant de l'Escaut. Le périmètre a été arrêté le 9 juin 2006 et le SAGE proprement dit a été approuvé le 13 juillet 2021. La structure porteuse de l'élaboration et de la mise en œuvre est le syndicat mixte Escaut et Affluents (SyMEA). 
La qualité des cours d'eau peut être consultée sur un site dédié géré par les agences de l'eau et l'Agence française pour la biodiversité. 

### Climat
Pour des articles plus généraux, voir Climat des Hauts-de-France et Climat du Nord.
En 2010, le climat de la commune est de type climat océanique dégradé des plaines du Centre et du Nord, selon une étude du CNRS s'appuyant sur une série de données couvrant la période 1971-2000. En 2020, Météo-France publie une typologie des climats de la France métropolitaine dans laquelle la commune est exposée à un climat océanique altéré et est dans la région climatique  Nord-est du bassin Parisien, caractérisée par un ensoleillement médiocre, une pluviométrie moyenne régulièrement répartie au cours de l'année et un hiver froid (3 °C). 
Pour la période 1971-2000, la température annuelle moyenne est de 10,4 °C, avec une amplitude thermique annuelle de 14,7 °C. Le cumul annuel moyen de précipitations est de 718 mm, avec 12 jours de précipitations en janvier et 9,5 jours en juillet. Pour la période 1991-2020, la température moyenne annuelle observée sur la station météorologique la plus proche, située sur la commune de Valenciennes à 16 km à vol d'oiseau, est de 11,0 °C et le cumul annuel moyen de précipitations est de 694,1 mm,. Pour l'avenir, les paramètres climatiques de la commune estimés pour 2050 selon différents scénarios d'émission de gaz à effet de serre sont consultables sur un site dédié publié par Météo-France en novembre 2022.

## Urbanisme

### Typologie
Au 1er janvier 2024, Haussy est catégorisée bourg rural, selon la nouvelle grille communale de densité à sept niveaux définie par l'Insee en 2022.
Elle est située hors unité urbaine. Par ailleurs la commune fait partie de l'aire d'attraction de Valenciennes (partie française), dont elle est une commune de la couronne,. Cette aire, qui regroupe 102 communes, est catégorisée dans les aires de 200 000 à moins de 700 000 habitants,.

### Occupation des sols
L'occupation des sols de la commune, telle qu'elle ressort de la base de données européenne d'occupation biophysique des sols Corine Land Cover (CLC), est marquée par l'importance des territoires agricoles (93,9 % en 2018), en diminution par rapport à 1990 (95 %). La répartition détaillée en 2018 est la suivante : 
terres arables (89,5 %), zones urbanisées (6,1 %), prairies (4,4 %). L'évolution de l'occupation des sols de la commune et de ses infrastructures peut être observée sur les différentes représentations cartographiques du territoire : la carte de Cassini (XVIIIe siècle), la carte d'état-major (1820-1866) et les cartes ou photos aériennes de l'IGN pour la période actuelle (1950 à aujourd'hui).

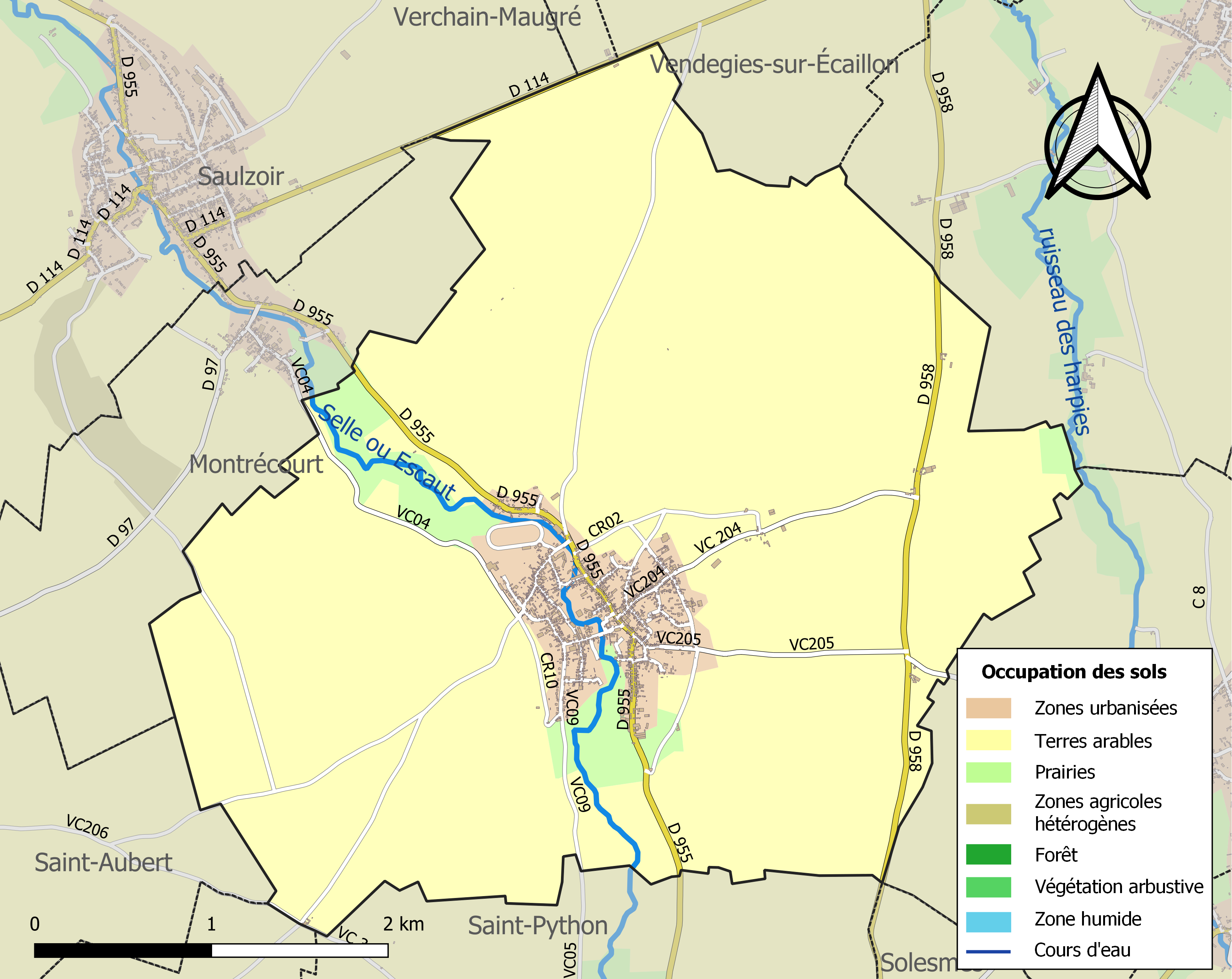
Carte des infrastructures et de l'occupation des sols de la commune en 2018 (CLC).

## Toponymie
Dès 857, le lieu est mentionné comme Halciacum dans le cartulaire de l'abbaye de Saint-Amand. Jusqu'au XIVe siècle, on le trouve diversement nommé Halciacus, Haussi, Auxi, Halci, Halssy, Hochi, Alciacum, Hausi. Boniface y voit une référence à la situation élevée du village, tandis que Mannier préfère y voir un nom d'homme, Alciacum.

## Histoire
En 1285, Sandroi ou Sandrars (Alexandre) de Haussy est présent parmi les chevaliers invités par le comte de Chiny aux festivités de Chauvency-le-Château. Jacques Bretel le cite plusieurs fois lors de la mêlée du tournoi avec les Montigny, les Lalaing originaires de Lallaing, Fléchin, Auberchicourt, (Famille d'Auberchicourt), Hondschoote, aux prises avec les Briey et leur clan de Lorrains.
L'Abbaye des Dames de Beaumont a déclaré posséder des biens dans le village en 1602.
En 2016, JPEE met en service le parc éolien de la chaussée Brunehaut qui comporte six éoliennes.

## Héraldique
|  | Les armes de Haussy se blasonnent ainsi : D'or au lion de gueules. d'or au lion rampant de gueules au lambel d'azur (voir l'armorial du Tournoi de Chauvency). |

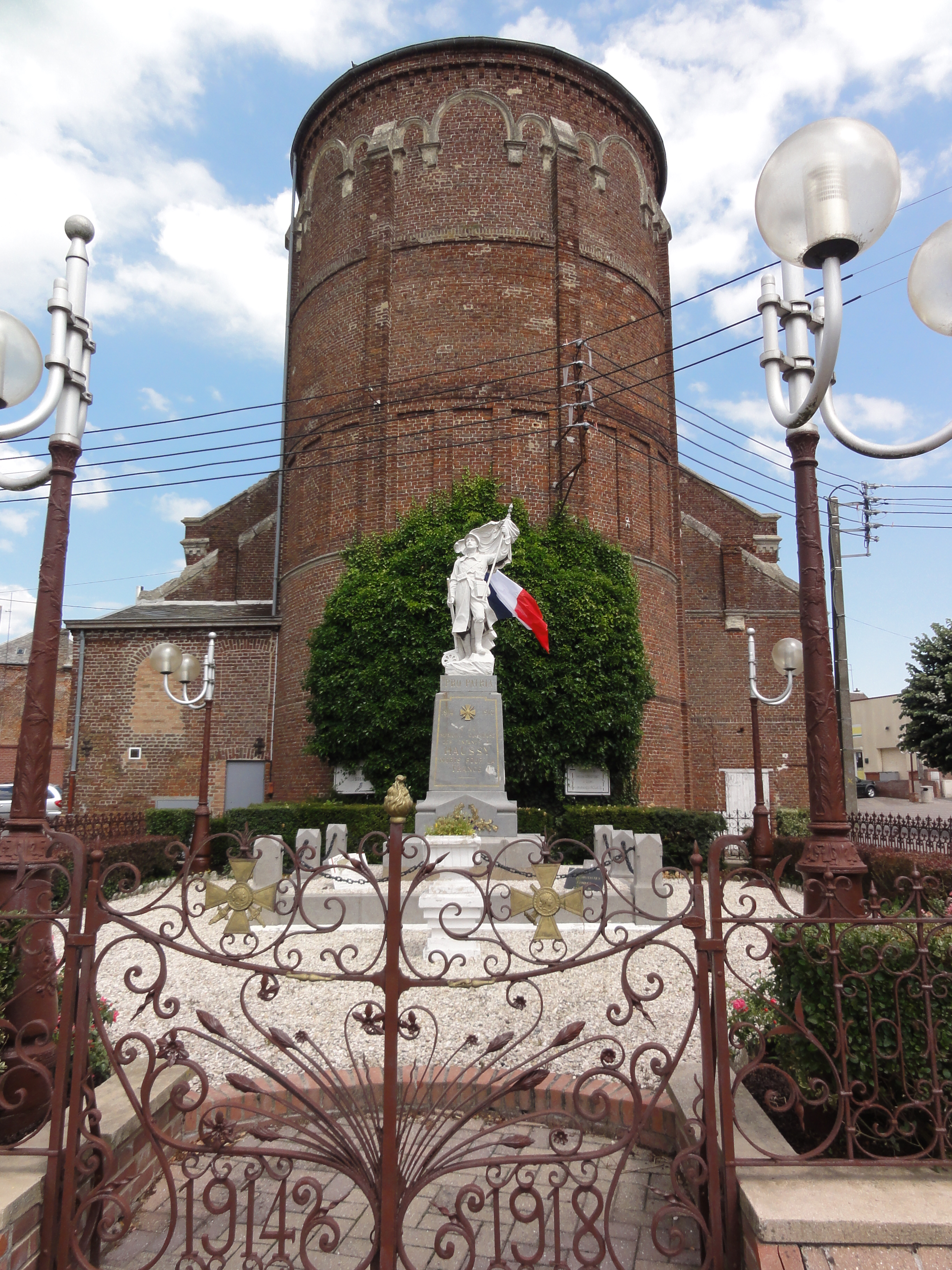
Le monument aux morts devant le chevet de l'église.

## Politique et administration

### Situation administrative
La commune de Haussy se situe dans le département du Nord et fait partie de la région Hauts-de-France. Elle appartient à l'arrondissement de Cambrai (à 21 km) et au Canton de Caudry (à 14 km).
La commune est membre de la Communauté de communes du Pays Solesmois, qui rassemble 15 communes (Beaurain, Bermerain, Capelle, Escarmain, Haussy, Montrécourt, Romeries, Saint-Martin-sur-Écaillon, Saint-Python, Saulzoir, Solesmes, Sommaing, Vendegies-sur-Écaillon, Vertain et Viesly) pour une population totale d'un peu moins de 15 000 habitants.

### Liste des maires
Maire en 1802-1803 : Pierre Jos.Telliez.
Maire en 1807 : Pettiez.

Maire en 1881 : Bara-Louis.
| Période                                  | Période  | Identité         | Étiquette | Qualité            |
| ---------------------------------------- | -------- | ---------------- | --------- | ------------------ |
| 1974                                     | 2000     | Bernard Deloge   | PCF       |                    |
| 2000                                     | 2014     | Annie Rosselle   |           |                    |
| 2014                                     | 2018     | Henri Soumillon  | DVG       | Décédé en fonction |
| 2018                                     | en cours | Jean-Marc Boucly |           |                    |
| Les données manquantes sont à compléter. |          |                  |           |                    |

## Population et société

### Démographie

#### Évolution démographique
L'évolution du nombre d'habitants est connue à travers les recensements de la population effectués dans la commune depuis 1793. Pour les communes de moins de 10 000 habitants, une enquête de recensement portant sur toute la population est réalisée tous les cinq ans, les populations de référence des années intermédiaires étant quant à elles estimées par interpolation ou extrapolation. Pour la commune, le premier recensement exhaustif entrant dans le cadre du nouveau dispositif a été réalisé en 2007.

En 2022, la commune comptait 1 472 habitants, en évolution de −4,29 % par rapport à 2016 (Nord : +0,51 %, France hors Mayotte : +2,11 %).
| 1793  | 1800  | 1806  | 1821  | 1831  | 1836  | 1841  | 1846  | 1851  |
| ----- | ----- | ----- | ----- | ----- | ----- | ----- | ----- | ----- |
| 2 000 | 2 005 | 2 051 | 2 245 | 2 708 | 2 722 | 2 870 | 3 012 | 2 960 |

| 1856  | 1861  | 1866  | 1872  | 1876  | 1881  | 1886  | 1891  | 1896  |
| ----- | ----- | ----- | ----- | ----- | ----- | ----- | ----- | ----- |
| 3 073 | 3 174 | 3 354 | 3 540 | 3 361 | 3 071 | 2 928 | 2 893 | 2 776 |

| 1901  | 1906  | 1911  | 1921  | 1926  | 1931  | 1936  | 1946  | 1954  |
| ----- | ----- | ----- | ----- | ----- | ----- | ----- | ----- | ----- |
| 2 591 | 2 530 | 2 447 | 2 177 | 2 189 | 2 090 | 2 056 | 2 008 | 2 038 |

| 1962  | 1968  | 1975  | 1982  | 1990  | 1999  | 2006  | 2007  | 2012  |
| ----- | ----- | ----- | ----- | ----- | ----- | ----- | ----- | ----- |
| 2 011 | 1 919 | 1 785 | 1 746 | 1 623 | 1 559 | 1 547 | 1 541 | 1 547 |

| 2017  | 2022  | - | - | - | - | - | - | - |
| ----- | ----- | - | - | - | - | - | - | - |
| 1 531 | 1 472 | - | - | - | - | - | - | - |

#### Pyramide des âges
La population de la commune est relativement jeune.
En 2018, le taux de personnes d'un âge inférieur à 30 ans s'élève à 33,8 %, soit en dessous de la moyenne départementale (39,5 %). À l'inverse, le taux de personnes d'âge supérieur à 60 ans est de 26,8 % la même année, alors qu'il est de 22,5 % au niveau départemental.
En 2018, la commune comptait 760 hommes pour 769 femmes, soit un taux de 50,29 % de femmes, légèrement inférieur au taux départemental (51,77 %).
Les pyramides des âges de la commune et du département s'établissent comme suit.
| Hommes | Classe d’âge | Femmes |
| ------ | ------------ | ------ |
| 0,8    | 90 ou +      | 1,3    |
| 6,2    | 75-89 ans    | 9,1    |
| 17,9   | 60-74 ans    | 18,3   |
| 20,7   | 45-59 ans    | 17,6   |
| 20,5   | 30-44 ans    | 20,2   |
| 14,3   | 15-29 ans    | 13,9   |
| 19,7   | 0-14 ans     | 19,7   |

| Hommes | Classe d’âge | Femmes |
| ------ | ------------ | ------ |
| 0,5    | 90 ou +      | 1,4    |
| 5,3    | 75-89 ans    | 8,1    |
| 14,8   | 60-74 ans    | 16,2   |
| 19,1   | 45-59 ans    | 18,4   |
| 19,5   | 30-44 ans    | 18,7   |
| 20,7   | 15-29 ans    | 19,1   |
| 20,2   | 0-14 ans     | 18     |

## Lieux et monuments
- L'église Saint-Pierre, construite vers 1849 dans le style néoroman.
- Une motte féodale et tour des XIe et XIVe siècles.
- Puits seigneurial du XVIIe siècle.
- Le Moulin Labbez de 1710 à 1807.
- La ferme du Hamel et son pigeonnier datant de 1822 à 1829.
- Ancienne brasserie de 1852-1856.
- Chapelle, route de Solesmes, construite dans le style néogothique d'après les plans de Charles Leroy, architecte de nombreux édifices religieux dans le Nord, notamment de la cathédrale Notre-Dame de la Treille.
- Des chapelles-oratoires disséminés.

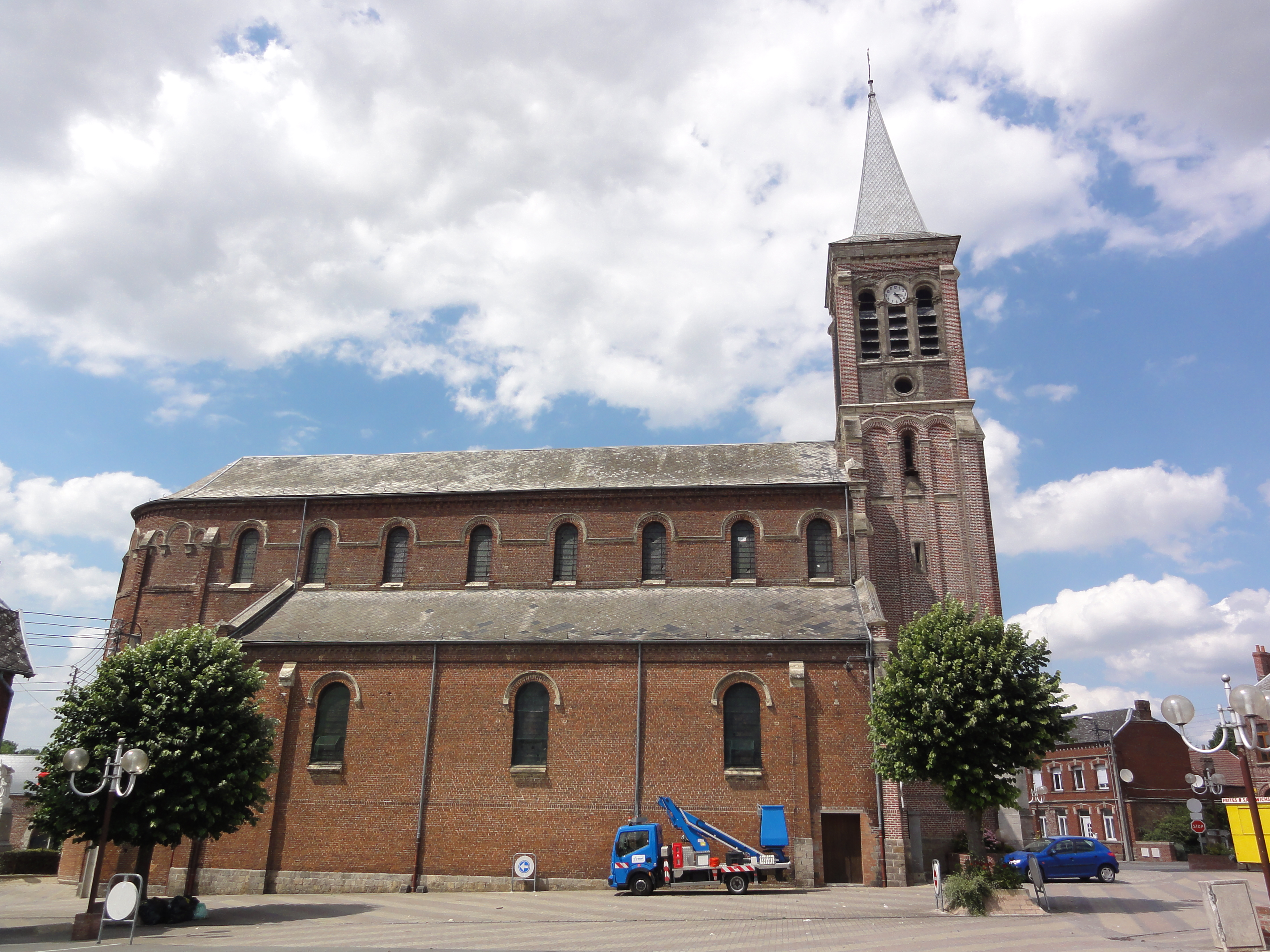
L'église Saint-Pierre.
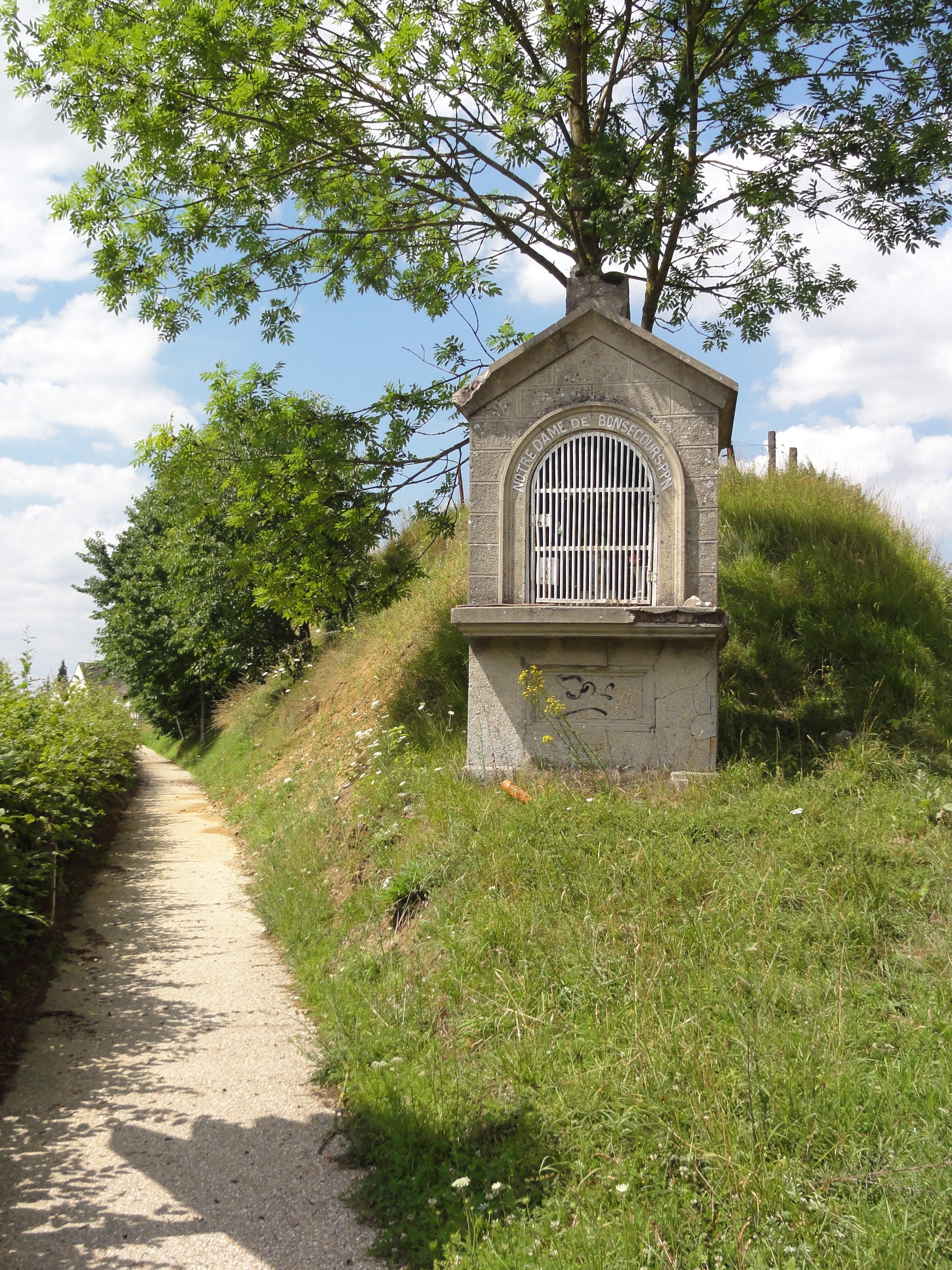
Chapelle Notre-Dame de Bonsecours, rue du 8 mai 1945.
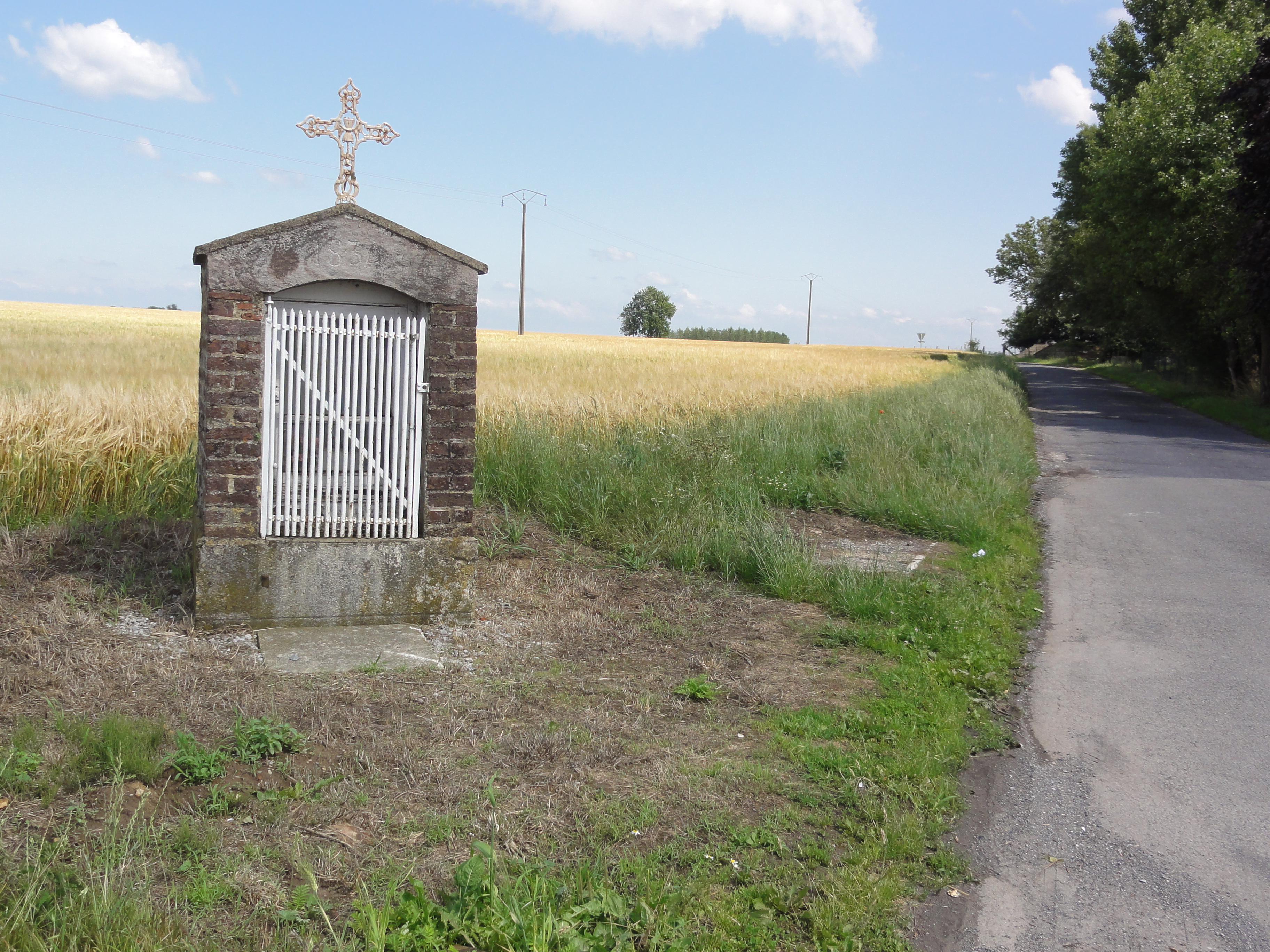
Chapelle croisement D 958-C205.

## Personnalités liées à la commune
- Pierre Mauroy arrive à Haussy en 1936, l'année du Front populaire, de l'arrivée au pouvoir de Léon Blum et Léo Lagrange. Il a huit ans. Son père, Henri, est nommé directeur de l'école des garçons et la famille emménage dans le logement du groupe scolaire Louis-Pasteur datant de 1929[29].